# Саджавський заказник
Саджавський — ландшафтний заказник місцевого значення. Об'єкт розташований на території Долинського району Івано-Франківської області, межиріччя річок Свічі та Саджави.
Площа — 328,6000 га, статус отриманий у 1993 році.